# Otto Näscher

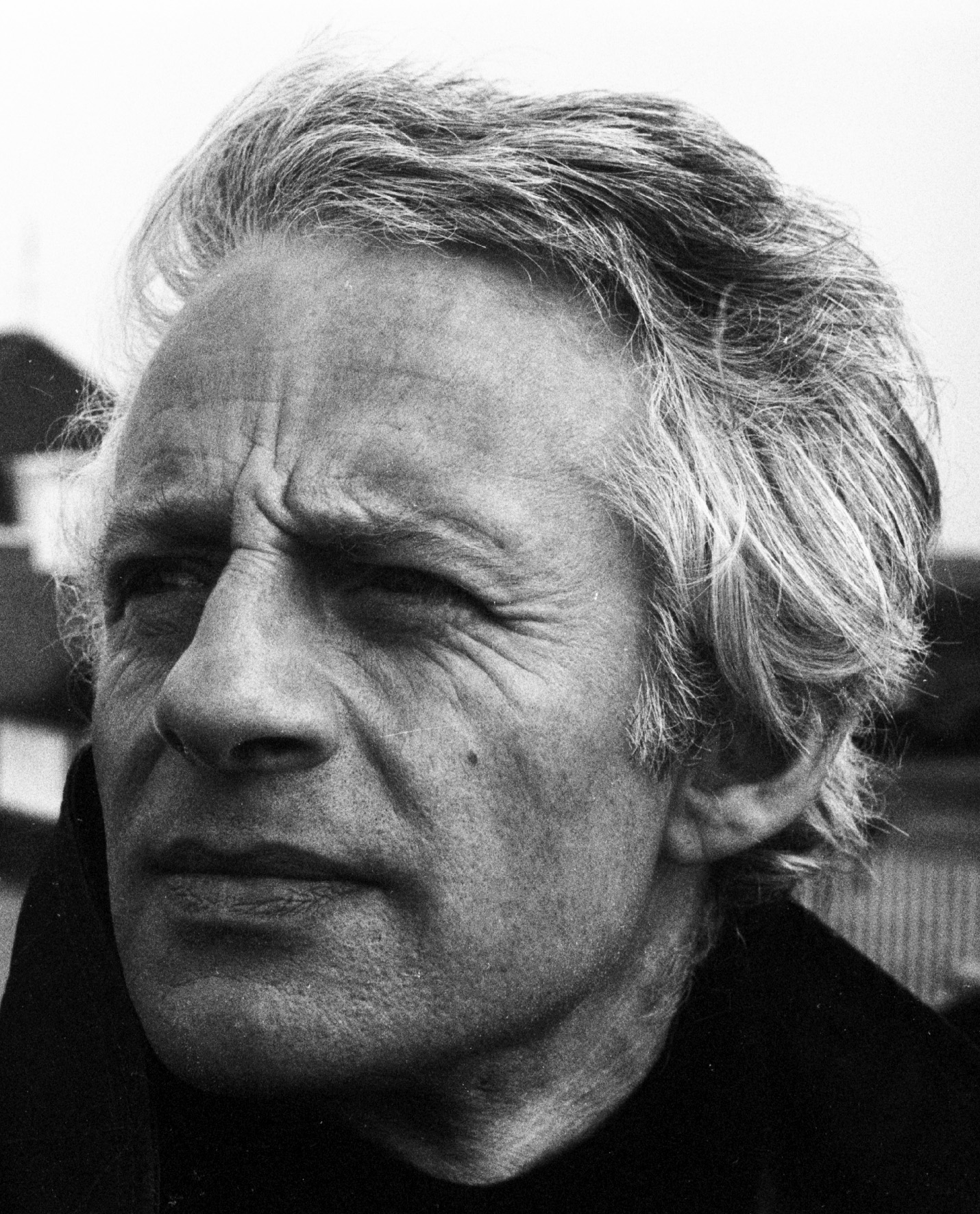
Otto Näscher

Otto Näscher (* 24. November 1930 in Bochum; † 1997 in Düsseldorf) war ein deutscher Grafiker, bildender Künstler und Hochschulprofessor.

## Leben
Otto Näscher stammte aus Bochum und lebte seit 1956 in Düsseldorf.
Seit 1960 war er Dozent an der Folkwangschule Essen (Folkwang Universität der Künste), wo er auch studiert hatte. 1973 wurde er nach Gründung der Uni Essen zum Professor für Darstellung und Gestaltung berufen, wo er bis 1996 im Studiengang Kommunikationsdesign lehrte. Viele seiner Studenten sind heute namhafte Illustratoren und Designer. Parallel zu seiner Tätigkeit als Professor betätigte er sich zeitlebens als bildender Künstler.
Er war verheiratet mit Christel Näscher-Hentschke († 2013), einer Künstlerin und Kinderbuchillustratorin. Mit ihr und den gemeinsamen drei Kindern lebte er in Düsseldorf. Eine Tochter ist die Modedesignerin Barbara Schwarzer (* 1957).
Kurz vor seinem Tode wurde am 3. Mai 1997 im Foyer der Folkwang-Hochschule in Essen-Werden eine große Ausstellung, und damit erstmals eine umfangreiche Präsentation seiner Arbeiten gezeigt. Beim Publikum sowie regionaler Presse fand es große Beachtung. Otto Näschers umfangreiches Werk an Zeichnungen, Aquarellen und Collagen aus Papier befindet sich heute zum größten Teil im Besitz seiner Kinder.